# Мыслов
Мыслов (укр. Мислів) — село в Калушской общине Калушского района Ивано-Франковской области Украины.
Население по переписи 2001 года составляло 766 человек. Занимает площадь 11,64 км². Почтовый индекс — 77355. Телефонный код — 03472.